# Gynofobie
Gyn(aec)ofobie, ook wel horror feminae is een specifieke fobie voor vrouwen. De naam is afkomstig van het Griekse γυνή guné, vrouw en φόβος phóbos, angst. De aandoening moet niet worden verward met vrouwenhaat.
De oorzaak van de fobie is niet altijd duidelijk, maar kan het gevolg zijn van een onaangename of traumatische ervaring met een vrouw, die vervolgens op alle vrouwen wordt geprojecteerd. Ook kan onderdrukte seksualiteit (bv. homoseksualiteit) een rol spelen. De fobie leidt doorgaans tot onrust, terughoudendheid en ontwijkend gedrag. Paniekaanvallen zijn bij deze vorm van angst zeldzaam.
Vaak kan de fobie met behulp van psychologische begeleiding worden verholpen. De wijze waarop dit gebeurt is afhankelijk van de persoon en de manier waarop de fobie is ontstaan.
Als de angst specifiek gericht is op het huwelijk of het aangaan van langdurige relaties, spreekt men van gamofobie. Als de angst uitsluitend seksueel van aard is, noemt men dit erotofobie.